# Белл, Джон (политик)
Джон Белл (англ. John Bell; 15 февраля 1797, Нэшвилл — 10 сентября 1869, округ Диксон) — американский юрист, плантатор и политик. Считается одним из наиболее выдающихся политиков штата Теннесси довоенного периода.

## Биография
Занимал пост военного министра США в кабинетах президентов Уильяма Генри Гаррисона и Джона Тайлера.
Родился недалеко от Нэшвилла в штате Теннесси, его родители были Сэмюэл Белл и Маргарет Белл Эдмистон. Учился в Университете Камберленд. Был дважды женат.
Был избран от партии вигов в Сенат США в 1847 году.
Принимал участие в президентской кампании 1860 года, от Партии Конституционного Союза, но проиграл. После сражения за форт Самтер поддержал Конфедерацию в гражданской войне. Умер в 1869 году в округе Диксон.